# Toxodera
Genre
Toxodera est un genre d'insectes de l'ordre des Mantodea.

## Répartition
Les espèces de ce genre se rencontrent en écozone orientale,. Elle sont notamment présentes en Chine, en Birmanie, en Thaïlande, au Laos, en Malaisie et en Indonésie.

## Description

### Diagnose
Les Toxodera présentent un corps de taille moyenne à très grande et allongé qui rappelle celui des phasmes et leurs expansions diverses leur donnent une forme inhabituelle et spécialement esthétique. La métazone du prothorax, plus haute que large, est régulièrement arquée avec une courbure accentuée et une convexité vers le haut et large en vue de profil. Sa carène dorsale est plus ou moins denticulée de façon plutôt irrégulière tandis que son extrémité postérieure ne porte au plus qu'un fin prolongement. La pointe des yeux est plus ou moins forte. Les expansions foliacées des fémurs médians et postérieurs sont de formes diverses et les lobes médiodorsaux des tergites abdominaux sont toujours bien développés tandis que les lobes médioventraux sont très réduits. Les cerques sont allongés et de deux à quatre fois plus longs que larges avec un dernier article avec le bord postérieur plus ou moins échancré.

### Description du mâle
Le genre Toxodera rassemble de grands animaux élancés aux formes bizarres et de couleur brunâtre ou gris brun. 
La tête, large et triangulaire, est positionnée transversalement. Le vertex est légèrement bombé sans protubérance oculaire secondaire et avec une protubérance au-dessus des ocelles. Les yeux sont coniques et prolongés latéralement par une épine,. Trois très gros ocelles sont placés en triangle sur une protubérance du front. Les antennes, sétacées et moins longues que le prothorax sont composées de plus de trente articles très courts, turbinés et obconiques. Les palpes sont filiformes.
Le prothorax fait à peu près la longueur de la moitié de l’abdomen. Il est à peine dilaté antérieurement, courbé en arc et fortement comprimé en toit aigu après la naissance des première pattes. Il est concave en dessous. Le pronotum, de section triangulaire étroite, courbé en arc et avec une carène dorsale aiguë, est très long avec une prozone plate et la métazone fortement comprimée.
Les organes du vol sont bien développés mais plus courts que l'abdomen. Les élytres sont transparents plus ou moins fumés. Les ailes sont transparentes et de la longueur des élytres.
Les pattes antérieures sont semblables à celles des autres mantides. Les fémurs des pattes médianes et postérieures présentent de grands lobes foliacés sur les deux bords dorsaux et sur le bord caudal. Leur extrémité portent quatre épines. Ils portent au total trois épines discoïdes et six épines externes et lobes apicaux allongés en forme d'épine. Les lobes géniculaires et l'épine génicullaire sont très longs. Les tibias sont longs et élancés avec de longues épines recourbées très séparées, seules les deux épines apicales étant rapprochées. Les tarses sont filiformes avec un premier article très long.
L'abdomen est cylindrique. Il présente sur les quatrième, cinquième et sixième segments des appendices foliacés. Tous les sternites ont une plaque ventrale munie, dans le milieu de leur extrémité, d’un rudiment de lobe foliacé,. Les appendices latéraux dilatés en forme de folioles semblent articulés. Les cerques sont longs et plats, dépassant largement l'extrémité de l'abdomen. Leur terminaison, ovale allongée, est grande et plus ou moins échancrée à l'extrémité.

## Systématique
Ce genre a été dénommé et décrit par l'entomologiste français Jean Guillaume Audinet-Serville en 1837 et a pour espèce type Toxodera denticulata Audinet-Serville, 1837.
Le nom Toxodera signifie « cou arqué ».

### Publication  originale
- J. G. Audinet-Serville, « Nouveau genre d’Horthoptères de la famille des Mantides », Annales de la Société entomologique de France, vol. 6,‎ 1837, p. 25-29 (lire en ligne)

### Liste des espèces
Ce genre comprend huit espèces :
- Toxodera beieri Roy, 2009[3] - [Birmanie, Laos, Malaisie, Indonésie (Java, Sumatra)][2]
- Toxodera denticulata Audinet-Serville, 1837 - [Birmanie, Chine, Laos, Thaïlande, Malaisie (Péninsule, Bornéo), Indonésie (Java, Sumatra, Bornéo)][2]
- Toxodera fimbriata Werner, 1930 [Birmanie, Malaisie (Péninsule, Bornéo), Indonésie (Bornéo, Sumatra)][2]
- Toxodera hauseri Roy, 2009[3] - [Thailande, Malaisie, Indonésie (Java)][2]
- Toxodera integrifolia Werner, 1925 - [Birmanie, Thailande, Malaisie (Péninsule), Indonésie (Java)][2]
- Toxodera maculata Beier, 1913 - [Chine, Laos, Thailande, Malaisie (Péninsule, Bornéo), Indonésie (Bornéo, Java, Sumatra)][2]
- Toxodera maxima Roy, 2009[3] - [Malaisie (Bornéo), Indonésie (Bornéo)][2]
- Toxodera pfanneri Roy, 2009[3] - [Laos, Malaisie][2]